# Alberto Matus Chiessa
Alberto Matus Chiessa; (Concepción, 17 de enero de 1892 - Santiago, 10 de julio de 1969). Abogado y político chileno. Hijo de (nombre desconocido) Matus Larrañaga y Magdalena Chiessa Orioli. Contrajo matrimonio con Filomena Córdoba Sanhueza.
Educado en la Escuela de Temuco y en la Facultad de Derecho de la Universidad de Chile, donde se tituló de abogado el 17 de septiembre de 1930, con la tesis titulada "De los títulos ejecutivos".
Destacado abogado de derecho privado. Fue profesor en la Universidad de Chile. Militante y dirigente del Democrático.
Encargado de negocios de la misión diplomática chilena en Francia (1938-1939). Elegido Diputado, representante de la 18.ª agrupación departamental, Laja, Nacimiento y Mulchén(1941-1945). Integró la comisión de Constitución, Legislación y Justicia.